# 根本博
根本 博（ねもと ひろし、1891年（明治24年）6月6日 - 1966年（昭和41年）5月24日、中国名：林保源）は、日本の陸軍軍人及び中華民国の陸軍軍人。最終階級は共に陸軍中将。栄典は勲一等・功三級。陸士23期。陸大34期。
終戦時に内モンゴル（当時は蒙古聯合自治政府）に駐屯していた駐蒙軍司令官として、終戦後もなお進攻を続けるソビエト軍と抗戦、その間に蒙古聯合自治政府内の張家口付近に滞在していた在留邦人4万人は脱出を果たした。
復員後の1949年には、中華民国の統治下にあった台湾へ渡り、金門島における古寧頭戦役に参加、彼の献策が中共政府の中国人民解放軍の撃破に貢献したという。中共政府は台湾奪取による統一を断念せざるを得なくなり、今日に至る台湾の存立が決定的となった。

## 生涯

### 生い立ち
福島県岩瀬郡仁井田村（現須賀川市）出身。実家は農家であるが、実父は県庁に勤務していた。また、実兄の嘉瑞は村会議員も務めた。1904年（明治37年）仙台陸軍地方幼年学校入学。中央幼年学校を経て、1911年（明治44年）陸軍士官学校卒業（23期）。席次は509人中13番で、同期に小畑英良ら。
酒好きで豪快な人柄だったとされる。1922年（大正11年）陸軍大学校卒業（34期）。席次は60人中9番。1924年（大正13年）、郵便局長の娘・錫（すず）と結婚し、夫妻の間には四男二女が誕生する。

### 少壮将校時代
陸大卒業後、原隊復帰を経て、陸軍中央等において主に支那畑を歩む。南京領事館附駐在武官として南京に駐在していた 1927年3月南京事件に遭遇、領事館を襲撃してきた北伐軍暴兵に素手で立ち向かったものの銃剣で刺され、更に二階から飛び降りて脱出を図った際に重傷を負った。自分が死ぬことで、幣原外交の軟弱さを変えようとしたと後に語っている。
帰国後、1928年6月に起きた満州某重大事件を皮切りに、満蒙問題などの解決のために国策を研究する目的で、石原莞爾、鈴木貞一、村上啓作、武藤章ら陸士21期生から27期生の少壮将校を中心に、同年11月に9名で結成された無名会（別名・木曜会）に参画する。続いて翌年5月には、軍の改革と人事刷新、統帥の国務からの分離、合法的な国家総動員体制の確立等を目指し、永田鉄山、岡村寧次、小畑敏四郎、板垣征四郎、土肥原賢二、東條英機、山下奉文ら陸士15期から18期生を中心に結成された、二葉会に吸収される形で成立した一夕会に加わった。
1930年（昭和5年）8月、中佐として参謀本部支那班長となる。この頃支那班員となったばかりの今井武夫大尉は、当時の根本班長の思い出を戦後回顧している。1931年（昭和6年）12月、犬養毅内閣の陸相となった荒木貞夫中将は、寡黙な根本中佐を、「昼行灯」と称して、忠臣蔵の大石良雄に擬していたという。
1930年9月、国家改造を掲げる結社桜会にも参加するようになり、翌年には陸軍のクーデター事件である三月事件に連座するも、中心人物である橋本欣五郎ら急進派の行動に危惧や不信感を抱き、また一夕会の東條らの説得もあり次第に桜会から距離を置くようになる。十月事件にも半ば連座する形になったものの、幾人かの同志達と、当時の参謀本部作戦課長今村均大佐に自ら計画を漏洩、未遂に終わらせる事に寄与、一時期の拘束で処分は済んだ。

### 中堅将校時代
1934年（昭和9年）9月、陸軍省新聞班長の時、「国防の本義と其強化の提唱」を発表。
1935年（昭和10年）8月12日に起きた相沢事件時には、事情が分からずに、事件を起こした直後に連行される相沢三郎に駆け寄り、握手を交わしたとされ、統制派の将校であるにもかかわらず、誤解を受ける行動を起こした事を、後に悔やんでいる。
1936年（昭和11年）2月26日〜2月29日における二・二六事件の際は、新聞班長として部下に、有名な「兵に告ぐ、勅命が発せられたのである。既に天皇陛下の御命令が発せられたのである。お前達は上官の命令が正しいものと信じて・・」の戒厳司令部発表を、反乱軍の占拠地帯に向かって拡声器を通じて放送させ、反乱軍を動揺させて切り崩し工作を図った。根本は決起将校らが陸軍大臣に宛てた「陸軍大臣要望事項」の中で、軍權を私したる中心人物として、武藤章中佐、片倉衷少佐と共に即時罷免を求められている。また同事件時、決起将校らが2月26日の未明から、陸軍省において根本を待ち伏せていたが、昨晩から深酒をして寝過ごした為に命拾いした。
二・二六事件後の陸軍再編により原隊の連隊長に就任、日中戦争後は専門である支那畑に復帰、終戦に至るまで中国の現地司令部における参謀長や司令官を長らく務めた。

### 駐蒙軍司令官として
1944年（昭和19年）11月、駐蒙軍司令官に就任。当時、内蒙古地区は、事実上、日本の傀儡政権である蒙古自治邦政府の下にあり、日本軍が進駐していた。翌1945年（昭和20年）8月のソビエト軍の満州進攻には、同月10日モンゴル人民共和国（当時）も日本に対して宣戦布告して参戦、ソ連・外蒙の両軍が内蒙古地区に進攻してくる事態となった。両軍の進攻は8月15日の日本降伏後も止まらず、同地域の日本人住民4万人の安危が懸念された。ソビエト軍への抗戦は罪に問われる可能性もあったが、生長の家を信仰していた根本は『生命の実相』よりそのような形式にとらわれる必要はないと考え、罪を問われた際は一切の責任を負って自分が腹を切れば済む事だと覚悟を決め、根本は「理由の如何を問わず、陣地に侵入するソ軍は断乎之を撃滅すべし。これに対する責任は一切司令官が負う」と、日本軍守備隊に対して命令を下した。
途中幾度と停戦交渉を試みるが、ソ連軍は武装放棄と進駐に応じることを求め、交渉はいずれも決裂した。攻撃を続けるソビエト軍に対し、何度も突撃攻撃を繰り返しソビエト軍の攻撃を食い止めながらすさまじい白兵戦を繰り広げた。更に八路軍（人民解放軍の前身）からの攻撃にも必死に耐え、居留民4万人を乗せた列車と線路を守り抜いた。一方、根本は中国国民党軍の傅作義と連絡をとっていた。
8月19日から始まったソビエト軍との戦闘はおよそ三日三晩続いたものの、日本軍の必死の反撃にソビエト軍の進軍は停滞、日本軍は8月21日以降撤退を開始、最後の部隊が27日に万里の長城へ帰着した。出迎えた駐蒙軍参謀長松永留雄少将は「落涙止まらず、慰謝の念をも述ぶるに能わず」と記している。なお、駐蒙軍が属する北支那方面軍に事実上の完全降伏ともいうべき（ソ連側への）武装引渡を認める大陸指2557号が大本営から正式に出たのは24日のことであった。一方、20日に内蒙古を脱出した4万人の日本人は、三日三晩掛けて天津へ脱出した。その後も引揚船に乗るまで日本軍や政府関係者は彼らの食料や衣服の提供に尽力した。
引揚の際、駐蒙軍の野戦鉄道司令部は、引き揚げ列車への食料供給に苦心していたとされる。8月17日頃から、軍の倉庫にあった米や乾パンを先に、沿線の各駅にトラックで大量に輸送していた。
一方の満州では関東軍が8月10日、居留民の緊急輸送を計画したが、居留民会が短時間での出発は大混乱を招く為に不可能と反対し、11日になってもほとんど誰も新京駅に現れず、結局、軍人家族のみを第一列車に乗せざるを得なかった。これが居留民の悲劇を呼んだと言われる。また山西省では一部の日本軍と在留邦人が残留し戦後問題となった（中国山西省日本軍残留問題）
尚、前任の下村定陸軍大将が最後の陸軍大臣になった事を受けて8月19日、北支那方面軍司令官を兼任する。
1946年（昭和21年）8月、根本は最高責任者として、在留日本人の内地帰還と北支那方面の35万将兵の復員を終わらせ、最後の船で帰国した。
終戦時、中国大陸には日本の軍人・軍属と一般市民が合わせて600万人いたが、蔣介石は日本軍の引き揚げに協力的で、本来ならば自国の軍隊の輸送を最優先させねばならない鉄道路線を可能な限り日本軍及び日本人居留民の輸送に割り当てた。日本軍の降伏調印式と武装解除に中国側は数名の将官が来ただけという珍事もあった。
ソビエト軍の占領下になった満州や、山西省でのケースを除くと、日本側は最低でも10年はかかると予測していた中国大陸からの引き揚げは10ヶ月で完了した。
衆議院議員の大久保伝蔵は引揚の受け入れ港の視察で南方や満州、朝鮮からの引揚者が裸同然だったのに対して中国本土からの引揚者はそのようなことがなく、手荷物を持っていたことに驚いている。

### 中華民国統治下の台湾へ

#### 「密航」
復員後、東京の鶴川村(現在の町田市能ヶ谷)の自宅へ戻る。1947年（昭和22年）11月28日、公職追放仮指定を受けた。中国情勢における国民党の敗北が決定的となり、1949年（昭和24年）1月に蔣介石が総統を辞任すると、蔣介石に対する恩義（4万人の在留邦人と35万将兵の帰還への便宜供与、国体護持）から、根本は私財を売却して渡航費用を工面しようとする。そこに、元上海の貿易商であった明石元長及び「東亜修好会」からの要請があり、密航を決意する。
同年6月26日、家族に「釣りに行ってくる」とだけ言い残し、通訳の吉村是二とともに宮崎県延岡市の沿岸から台湾へ密航。7月10日に基隆に到着するが、密航者として投獄される。しかし、根本投獄の報告がかつて交流のあった国府軍上層部（彭孟緝中将、鈕先銘中将）に伝わるや否や待遇が一変し、8月1日に台北へ移動する。北投温泉での静養を経て、8月中旬、湯恩伯の仲介で蔣介石と面会する。同時期8月5日にアメリカが国民党政府への軍事支援打ち切りを表明しており、孤立無援の状態にあった蔣介石は根本の協力を受け入れた。

#### 金門島決戦
根本らは8月18日に台湾から厦門へ渡る。中国名「林保源」として湯恩伯の第5軍管区司令官顧問、中将に任命された。湯恩伯は根本を「顧問閣下」と呼び礼遇した。根本は湯恩伯に対し、厦門を放棄し、金門島を拠点とすることを提案する。これを基に防衛計画が立案され、根本は直接指導に当たった。同年10月1日、北京では中国共産党による中華人民共和国が成立。ほどなく国府軍は厦門を失陥。金門島での決戦が迫る中、根本は塹壕戦の指導を行う。そして10月24日、金門島における古寧頭戦役に参加、金門島に集まった中華人民共和国の輸送船・補給船を国府軍が根本の策で焼き払ったことにより、中華人民共和国側は台湾上陸のための海運力に打撃を受け、また、上陸してきた中国人民解放軍の撃破にも成功、国府軍は同島を死守した。
10月30日、湯恩伯は「林保源」を含む部下たちとともに台北に凱旋する。根本らの帰国後も、この島を巡って激戦（金門砲戦）が展開されたが、台湾側は人民解放軍の攻撃を防ぎ、現在に至る台湾の存立が確定した。
その後、根本の帰国に先立ち、蔣介石は感謝の品として、イギリス王室と日本の皇室に贈ったものと同じ花瓶を根本に渡している。本来一対であるべき花瓶の片方は今日も中正紀念堂に展示されている。なお、根本は帰国時に、姿を消した際と辻褄が合うよう、わざと釣り竿を片手にしていたという。

#### スキャンダルとして
当時、国府軍が日本の旧軍人らを義勇兵として募兵しているといった噂から「台湾募兵問題」がスキャンダルとして世間の注目を集めていた。昭和25年（1950年）8月6日には、殺人犯を逮捕するため出動していた清水海上保安部の巡視船「しぎ」（旧海軍第155号駆潜特務艇）が不審船第八丸良丸を発見して立入検査を行ったところ、同船は、根本らの募兵に応じて台湾に向けて不法出国していたものであることが判明し、同船に乗っていた日本人16人を逮捕する事件もあった。
根本らの台湾密航は国会でも追及され、昭和24年（1949年）11月12日、第6回国会参議院本会議において、細川嘉六（日本共産党）から台湾における日本人義勇軍に対する所見を問われると、吉田茂首相は「噂は聞いておりますが、従つて政府としてはその噂が事実なりや否や嚴重に今取調中」とし、殖田俊吉法務総裁（法務大臣に相当）は「少数の者が台湾へ行つたらしい形跡がある」として大規模な地下組織の存在を否定しつつ、いずれも答弁を濁している。その後、11月15日付で吉田首相は、日本人義勇軍の組織化は否定しつつも、根本らの密航を認める答弁書を提出している。

#### 白団との関係
根本は富田直亮元陸軍少将率いる軍事顧問団「白団」には加わらなかった。
根本は上述の通り、マスコミに名を知られていたため、「台湾募兵問題」のスキャンダルは根本とその周辺に注目されるようになった。
このことはアメリカとの関係上、白団の存在を内密にしておきたい中華民国側や白団にとって助かったという。

### 晩年
1952年（昭和27年）6月25日、民航空運公司（CAT）機により日本へ帰国。3年前の密出国については不起訴処分となった。日本バナナ輸入協会会長を務める。晩年は鶴川の自宅で過ごしていたが、1966年（昭和41年）5月5日、孫の初節句の後に体調を崩して入院。同月21日に一度退院するも、24日に急死した。享年74。

### 没後
当時より根本の渡台は台湾でも極秘であり、その後の台湾（中華民国）における政治情勢（国民党政府（＝外省人）による台湾統治の正当化）もあって、根本ら日本人の協力は現地でも忘れ去られていた。また、古寧頭戦役そのものの歴史的意義の認知も低かった。

### 古寧頭戦役60周年式典
2009年（平成21年）に行われた古寧頭戦役戦没者慰霊祭に根本の出国に尽力した明石元長の長男・明石元紹や、根本の通訳として長年行動を共にし、古寧頭の戦いにも同行した吉村是二の息子・吉村勝行、その他日本人軍事顧問団の家族が中華民国（台湾）政府に招待され、中華民国総統・馬英九（当時）と会見した。彼ら日本人の出席が認められたのは、式典の1週間前だった。
また、明石元紹と吉村勝行の帰国の際、中華民国国防部常務次長の黄奕炳中将は報道陣の前で「国防部を代表して、当時の古寧頭戦役における日本人関係者の協力に感謝しており、これは『雪中炭を送る（困った時に手を差し延べる）』の行為と言える。」とした感謝の言葉を述べた。

## 年譜
- 1891年6月6日 出生（福島県岩瀬郡仁井田村）
- 1904年9月 仙台陸軍地方幼年学校入学
- 1907年9月 陸軍中央幼年学校入学
- 1909年
  - 5月 陸軍中央幼年学校卒業
  - 5月 士官候補生
  - 12月1日 陸軍士官学校入校
- 1911年
  - 5月27日 陸軍士官学校卒業
  - 6月 見習仕官旭川歩兵第27聯隊附
  - 12月26日 陸軍歩兵少尉・旭川歩兵第27聯隊附
- 1914年12月 陸軍歩兵中尉
- 1917年12月1日 陸軍大学校入校
- 1921年4月 陸軍歩兵大尉
- 1922年11月29日 陸軍大学校卒業
- 1923年
  - 5月 旭川歩兵第27聯隊第一中隊長
  - 12月 参謀本部支那課支那班
- 1924年8月 参謀本部部員
- 1926年
  - 3月 参謀本部附（支那研究員）
  - 5月1日 参謀本部附 南京駐在武官
  - 8月 陸軍歩兵少佐
- 1927年
  - 3月 南京事件で負傷
  - 9月9日 陸軍省軍務局課員（支那班長）
- 1929年
  - 3月 参謀本部附（ドイツ出張）
  - 12月 参謀本部支那課支那班員
- 1930年8月1日 陸軍歩兵中佐参謀本部支那課支那班長
- 1932年
  - 5月 参謀本部部員
  - 8月8日 参謀本部附（上海駐在武官）
- 1933年7月4日 支那駐屯軍司令部兼参謀本部附
- 1934年
  - 3月5日 陸軍兵器本廠附（陸軍省新聞班長）
  - 8月1日 陸軍歩兵大佐
- 1936年
  - 2月26日 戒厳司令部第四課長
  - 3月7日 旭川歩兵第27聯隊長
- 1937年9月4日 北支那方面軍司令部附
- 1938年
  - 5月14日 北支那方面軍特務部長
  - 7月15日 陸軍少将
- 1939年
  - 3月10日 興亜院華北連絡部次長
  - 8月1日 参謀本部附
  - 12月1日 第21軍参謀長
- 1940年2月10日 南支那方面軍参謀長
- 1941年3月1日 陸軍中将第24師団長
- 1944年 
  - 2月7日 第3軍司令官
  - 11月23日 駐蒙軍司令官
- 1945年8月19日 北支那方面軍司令官兼駐蒙軍司令官
- 1946年8月 復員
- 1949年5月 台湾政府の対中共作戦に協力（〜1952年6月帰国）
- 1966年5月24日 死去

## 栄典
勲章等
- 1940年（昭和15年）8月15日 - 紀元二千六百年祝典記念章[21]
- 1942年（昭和17年）7月8日 - 勲一等瑞宝章[22]

外国勲章佩用允許
- 1945年（昭和20年）7月31日 - 中華民国：一級同光勲章[23]

## 関連資料

### 書籍
- 今井武夫・寺崎隆治 他 『日本軍の研究 指揮官 （下）』原書房、1980年に「根本博中将の思い出」
- 小松茂朗 『戦略将軍根本博 ある軍司令官の深謀』（光人社、1987年） ISBN 4-7698-0361-3
- 木立順一『救国論 相反する二つの正義から見える人類史の課題と希望』メディアポート、2015年）ISBN 978-4865581089。
- 中村祐悦『新版 白団 - 台湾軍をつくった日本軍将校たち』芙蓉選書ピクシス、芙蓉書房出版、2006年。 ISBN 978-4829503836
- 門田隆将『この命、義に捧ぐ 台湾を救った陸軍中将根本博の奇跡』集英社、2010年。ISBN 978-408780541-3。
  - 門田隆将『この命、義に捧ぐ 台湾を救った陸軍中将根本博の奇跡』KADOKAWA〈角川文庫〉、2013年10月。ISBN 978-4041010358。

### TV番組
- 『ザ・ノンフィクション』 「台湾に消えた父の秘密」（フジテレビジョン／2010年8月15日放送）